# 穆勒碘泡虫
穆勒碘泡虫（学名：Myxobolus muelleri）为碘泡科碘泡虫属的动物。分布于法国、德国、瑞士、意大利、俄罗斯、印度以及湖北、浙江、四川、江西、武陵山地区等，营寄生生活，寄生在黄颡鱼、瓦氏黄颡鱼、粗唇鮠、兴凯橘的鳃、肾、膀胱，棒花鱼、兴凯橘的肾、鳍、脾、膀胱、肝、肠、鳔，黄颡鱼的胆、脑，光泽黄颡鱼的胆囊以及吻虾虎、蛇鮈的肾。